# Klaus-Michael Debatin
Klaus-Michael Debatin (* 6. Dezember 1952 in Karlsruhe) ist ein deutscher Mediziner. Er war bis zu seiner Pensionierung im Jahr 2024 Ärztlicher Direktor der Universitätsklinik für Kinder- und Jugendmedizin Ulm. Bekannt wurde er durch seine Leistungen in der Krebsforschung, insbesondere auf dem Gebiet der Apoptose.

## Werdegang
Debatin studierte von 1971 bis 1978 an den Universitäten Ulm, Freiburg und Heidelberg Medizin und promovierte 1979 an der Universität Heidelberg.
Dem schloss sich eine wissenschaftliche Tätigkeit an der Universität Heidelberg und am Max-Planck-Institut für Immunbiologie in Freiburg an. 1983 wechselte er an die Universitäts-Kinderklinik Heidelberg, wo er 1989 seine Weiterbildung zum Facharzt für Kinderheilkunde und 1990 seine Habilitation abschloss. Während dieser Zeit war er Gastwissenschaftler des Deutschen Krebsforschungszentrums in Heidelberg und absolvierte Auslandsaufenthalte am Dana-Farber Cancer Institute, Boston, am Memorial Sloan-Kettering Cancer Center, New York, sowie am Institut Mario Negri und der Universitäts-Kinderklinik in Mailand. Als Heisenberg-Stipendiat der DFG forschte er von 1991 bis 1994 am National Cancer Institute der USA, am Deutschen Krebsforschungszentrum, Heidelberg, und am Hôpital Necker, Paris. Danach übernahm er die Leitung der Sektion Hämatologie/Onkologie der Universitäts-Kinderklinik Heidelberg (bis 1997) und der Abteilung „Molekulare Onkologie“ am Deutschen Krebsforschungszentrum (bis 2002).
1996 wurde er auf den Lehrstuhl für Kinderheilkunde der Universität Ulm berufen. Von 1997 bis 2024 war er Direktor der Universitätsklinik für Kinder- und Jugendmedizin Ulm. Er war von 2010 bis 2014 und von 2015 bis 2021 Vizepräsident der Universität Ulm. Von 2004 bis 2010 war er zudem Dekan der Medizinischen Fakultät in Ulm, und von 2013 bis 2015 Leitender Ärztlicher Direktor des Universitätsklinikums Ulm.

## Forschung
Der Forschungs-Schwerpunkt Debatins liegt auf der Analyse des programmierten Zelltods (Apoptose). Sein Ziel ist es, Erkenntnisse über Apoptose-Signalwege für Diagnose und Therapie von Krebserkrankungen nutzbar zu machen.
Debatin war 1989 eine der Schlüsselfiguren bei der Charakterisierung des Todesrezeptors CD95 und zeigte erstmals das Auslösen von Apoptose durch Aktivierung einer physiologischen Signalkaskade in Leukämien. Apoptosesignalwege wurden als prinzipieller Mechanismus der Wirkung von Krebsmedikamenten erkannt. Dies schuf die Grundlage zur Weiterentwicklung der Krebstherapie: Forscher konnten nun den molekularen Hintergrund des Versagens von Krebstherapien untersuchen und gezielt Gegenmaßnahmen entwickeln.
Sein Forschungslabor beschäftigt sich bis heute mit der Frage von Empfindlichkeit und Resistenz von Leukämie- und Krebszellen für die Tumortherapie. In diesem Zusammenhang hat das Labor präklinische Modelle für akute Leukämien entwickelt und Signalwege als Prognosefaktoren für Leukämie im Kindesalter identifiziert, die durch Hemmstoffe beeinflusst werden können. In der Zelltodforschung hat sein Labor Wege aufgezeigt, wie Tumorzellen für Apoptoseinduktion sensibilisiert werden können. Weiterhin wurden sogenannte metronomische Kombinationstherapien entwickelt, die moderne Krebstherapeutika mit pharmakologischen Inhibitoren von Überlebenssignalen verbinden, um so Nebenwirkungen ohne Einbußen vom therapeutischen Effekt reduzieren zu können.

## Auszeichnungen und Mitgliedschaften (Auswahl)
- 2022: Ehrendoktorat der Universität Duisburg-Essen
- 2011: Deutsche Krebshilfe Preis[18]
- 2006: Descartes-Preis der EU[19]
- 2005: Ordentliches Mitglied der Heidelberger Akademie der Wissenschaften[20]
- 2002: Deutscher Krebspreis[21]
- 2001: Mitglied der Leopoldina – Nationale Akademie der Wissenschaften[2]

## Gremien (Auswahl)
- Seit 2009: Beirat, später Vorstand der Dr. Mildred Scheel Stiftung für Krebsforschung[2][22]
- 2011–2017: Senat der Deutschen Forschungsgemeinschaft[23][24]
- 2013–2014: Kuratorium der Deutschen Krebshilfe[25][26]
- 2009–2015: Präsidium des Medizinischen Fakultätentages[27][28]

## Veröffentlichungen (Auswahl)
- V. Münch, L. Trentin, J. Herzig, S. Demir, F. Seyfried, J. M. Kraus, H. A. Kestler, R. Köhler, T. F. E. Barth, G. Te Kronnie, K. M. Debatin, L. H. Meyer. Central nervous system involvement in acute lymphoblastic leukemia is mediated by vascular endothelial growth factor. In: Blood. 130(5), 3. Aug 2017, S. 643–654. doi:10.1182/blood-2017-03-769315
- M. Wabitsch, J. B. Funcke, B. Lennerz, U. Kuhnle-Krahl, G. Lahr, K. M. Debatin, P. Vatter, P. Gierschik, P. Moepps, P. Fischer-Posovszky: Biologically inactive leptin and early-onset extreme obesity. In: N Engl J Med. 372(1), 1. Jan 2015, S. 48–54. doi:10.1056/NEJMoa1406653
- N. Hartmann, J. J. Messmann, F. Leithäuser, M. Weiswange, M. Kluge, H. Fricke, K. M. Debatin, G. Strauss: Recombinant CD95-Fc (APG101) prevents graft-versus-host disease in mice without disabling antitumor cytotoxicity and T-cell functions. In: Blood. 121(3), 17. Jan 2013, S. 556–565. doi:10.1182/blood-2012-04-423392
- L. H. Meyer, S. M. Eckhoff, M. Queudeville, J. M. Kraus, M. Giordan, J. Stursberg, A. Zangrando, E. Vendramini, A. Möricke, M. Zimmermann, A. Schrauder, G. Lahr, K. Holzmann, M. Schrappe, G. Basso, K. Stahnke, H. A. Kestler, G. Te Kronnie, K. M. Debatin: Early relapse in ALL is identified by time to leukemia in NOD/SCID mice and is characterized by a gene signature involving survival pathways. In: Cancer Cell. 19(2), 15. Feb 2011, S. 206–217. doi:10.1016/j.ccr.2010.11.014
- L. H. Meyer, M. Queudeville, S. M. Eckhoff, U. Creutzig, D. Reinhardt, L. Karawajew, W. D. Ludwig, K. Stahnke, K. M. Debatin: Intact apoptosis signaling in myeloid leukemia cells determines treatment outcome in childhood AML. In: Blood. 111(5), 1. Mar 2008, S. 2899–2903. doi:10.1182/blood-2007-08-109058
- K. M. Debatin: Chronic lymphocytic leukemia: keeping cell death at bay. In: Cell. 129(5), 1. Jun 2007, S. 853–855. doi:10.1016/j.cell.2007.05.023
- K. M. Debatin, S. Fulda (Hrsg.): Apoptosis and Cancer Therapy: From Cutting-edge Science to Novel Therapeutic Concepts. Wiley-VCH, Weinheim 2006. doi:10.1002/9783527619665
- L. H. Meyer, L. Karawajew, M. Schrappe, W. D. Ludwig, K. M. Debatin, K. Stahnke: Cytochrome c-related caspase-3 activation determines treatment response and relapse in childhood precursor B-cell ALL. In: Blood. 107(11), 1. Jun 2006, S. 4524–4531. doi:10.1182/blood-2005-08-3305.
- S. Fulda, W. Wick, M. Weller, K. M. Debatin: Smac agonists sensitize for Apo2L/TRAIL- or anticancer drug-induced apoptosis and induce regression of malignant glioma in vivo. In: Nat Med. 8(8), Aug 2002, S. 808–815. doi:10.1038/nm735.
- K. Stahnke, S. Fulda, C. Friesen, G. Strauss, K. M. Debatin: Activation of apoptosis pathways in peripheral blood lymphocytes by in vivo chemotherapy. In: Blood. 98(10), 15. Nov 2001, S. 3066–3073. doi:10.1182/blood.V98.10.3066.
- I. Jeremias, C. Kupatt, B. Baumann, I. Herr, T. Wirth, K. M. Debatin: Inhibition of nuclear factor kappaB activation attenuates apoptosis resistance in lymphoid cells. In: Blood. 91(12), 15. Jun 1998, S. 4624–4631. PMID 9616159.
- K. M. Debatin: Cytotoxic drugs, programmed cell death, and the immune system: defining new roles in an old play. In: J Natl Cancer Inst. 89(11), 4. Jun 1997, S. 750–751. doi:10.1093/jnci/89.11.750.
- C. B. Bäumler, T. Böhler, I. Herr, A. Benner, P. H. Krammer, K. M. Debatin: Activation of the CD95 (APO-1/Fas) system in T cells from human immunodeficiency virus type-1-infected children. In: Blood. 88(5), 1. Sep 1996, S. 1741–1746. PMID 8781430.
- C. Friesen, I. Herr, P. H. Krammer, K. M. Debatin: Involvement of the CD95 (APO-1/FAS) receptor/ligand system in drug-induced apoptosis in leukemia cells. In: Nat Med. 2(5), May 1996, S. 574–577. PMID 8616718.
- F. Rieux-Laucat, F. Le Deist, C. Hivroz, I. A. Roberts, K. M. Debatin, A. Fischer, J. P. de Villartay: Mutations in Fas associated with human lymphoproliferative syndrome and autoimmunity. In: Science. 268(5215), 2. Jun 1995, S. 1347–1349. PMID 7539157.
- J. Dhein, H. Walczak, C. Bäumler, K. M. Debatin, P. H. Krammer. Autocrine T-cell suicide mediated by APO-1/(Fas/CD95). In: Nature. 373(6513), 2. Feb 1995, S. 438-41. PMID 7530335.
- K. M. Debatin, C. K. Goldmann, R. Bamford, T. A. Waldmann, P. H. Krammer. Monoclonal-antibody-mediated apoptosis in adult T-cell leukaemia. In: The Lancet. 335(8688), 3. Mar 1990, S. 497–500. PMID 1689786.
- B. C. Trauth, C. Klas, A. M. Peters, S. Matzku, P. Möller, W. Falk, K. M. Debatin, P. H. Krammer: Monoclonal antibody-mediated tumor regression by induction of apoptosis. In: Science. 245(4915), 21. Jul 1989, S. 301–305. PMID 2787530.